# Кармелюково Подолье
«Кармелюково Подолье» (укр. «Кармелюкове Поділля») — национальный природный парк, расположенный на территории Тростянецкого и Чечельницкого районов Винницкой области (Украина). 
Создан 16 декабря 2009 года. Площадь — 20 203,4  га.

## История
Учитывая высокую природную ценность, на территории Чечельницкого района был создан ботанический заказник общегосударственного значения «Бритавский» (1990 г.), заказники местного значения: «Вербская дача» (1981) и «Червоногреблянский» (1990), ботанический памятники природы общегосударственного значения «Терещуков яр» и «Ромашково» (1989) и др.

Ботанический заказник общегосударственного значения «Гайдамацкая балка» был создан (1989) для охраны ценных дубово-ясеневых лесов на территории Цыбуливского сельского совета (землепользователь – Ободовское государственное лесоохотничье хозяйство) соседнего Тростянецкого района.
В 1988 году учёными на базе местных природоохранных объектов было предложено создание Южно-Подольского заповедника. Современный Чечельницкий национальный природный парк был создан под названием «Кармелюково Подолье», что связано с народной традицией почтения Устима Кармелюка — предводитель крестьянского движения на Подолье в 1813—1835 годов. 
Парк «Кармелюково Подолье» был создан 3 февраля 2010 года согласно указу Президента Украины Виктора Ющенко №1057/2009 с целью сохранения, возобновления и рационального использования природных и историко-культурных комплексов Южного Подолья, имеющих важное значение.

## Описание
Парк «Кармелюково Подолье» расположен на юге Винницкой области. 
16 518 га земель были изъяты у государственного предприятия «Чечельницкое лесное хозяйство» и были переданы парку в постоянное пользование, а также 3 685,4 га земель включены в состав парка без изъятия.

## Природа
Общая площадь лесов парка — 15 684,95 га, где преобладают смешанные леса. Сохранилось несколько уникальных лесных массивов, расположенных не далеко друг от друга, представленными дубово-грабовыми лесами с дополнениями дубово-ясеневыми лесами и ценным флористическим ядром присредиземноморских, балканских и среднеевропейских монтанных видов растений. 